# Alcubilla de Avellaneda
Alcubilla de Avellaneda település Spanyolországban, Soria tartományban. Alcubilla de Avellaneda Espeja de San Marcelino, Fuentearmegil, San Esteban de Gormaz, Langa de Duero, Brazacorta, Coruña del Conde és Huerta de Rey községekkel határos. Lakosainak száma 107 fő (2024).

## Népesség
A település népessége az elmúlt években az alábbi módon változott:
| Lakosok száma | 215  | 195  | 171  | 168  | 161  | 146  | 112  | 104  | 119  | 107  |
|               | 2001 | 2004 | 2007 | 2009 | 2012 | 2014 | 2017 | 2019 | 2022 | 2024 |